# Seznam dílů pořadu Česká soda
Toto je seznam dílů pořadu Česká soda, který byl vysílán od roku 1993 do roku 2000 na ČT1, později na ČT2.

## Přehled řad
| Řada | Díly | Premiéra         | Premiéra          |
| Řada | Díly | První díl        | Poslední díl      |
| ---- | ---- | ---------------- | ----------------- |
| 1    | 6    | 4. června 1993   | 31. prosince 1993 |
| 2    | 6    | 4. února 1994    | 31. prosince 1994 |
| 3    | 4    | 8. července 1995 | 6. srpna 1997     |
| 4    | 8    | 25. září 1998    | 31. prosince 2000 |

### První řada (1993)
| Č. v seriálu | Č. v řadě | Díl                  | Režie | Premiéra          | Obsah epizody |
| ------------ | --------- | -------------------- | --- | ----------------- | --- |
| 1            | 1         | 1. díl               | Petr Čtvrtníček, Fero Fenič, Igor Chaun, Václav Křístek                                                      | 4. června 1993    | Projev prezidenta republiky; Dopisy Volze; Bratislavské metro; Návštěva nejmenovaného slovenského premiéra; Zcela nový, naprosto nový MečJar; Premiér Kraus; Cicciolina zvažuje vstup do ODS; Svaz žen požaduje prodloužení klínu; Magda – jak se vám líbí?; Chlapci z koalice; Krátce ze sportu; Výrobci šunky žalují prasata |
| 2            | 2         | 2. díl               | Petr Čtvrtníček, Igor Chaun, Václav Křístek, Milan Šteindler                                                 | 5. června 1993    | Vymydlí dočista do čista; …a koza zůstala celá; Dražba kravat V. Klause; Převor Pytel; Ať žije pan Uhde; Pepíček; Na českém pohřbu 4; Jak se obléká dnešní komunista; Rádio Kiss 98 FM; Lom je náš; Demokrati výsledek respektují; Alles Gute: Erna se nám trochu nachladila |
| 3            | 3         | 3. díl               | Petr Čtvrtníček, Igor Chaun, Václav Křístek, Milan Šteindler                                                 | 3. července 1993  | Tak se nám ti mladí berou; Pevná hranice; Sedemdesiat sukien mala; Protože je špína zažraná!; Lom je Rom; Dětská problematika; Vrhnu se na dráhu…; Robert Chvost; Čeho se bojíte?; Evropské studio Servil; Pozdní příchod poslance; S mikrofonem za kopanou; Právní zástupce tohoto pořadu; Alles Gute: Sag deine Adresse! |
| 3            | 3         | 3. díl               | Petr Čtvrtníček, Igor Chaun, Václav Křístek, Milan Šteindler                                                 | 3. července 1993  | Tak se nám ti mladí berou; Pevná hranice; Sedemdesiat sukien mala; Protože je špína zažraná!; Lom je Rom; Dětská problematika; Vrhnu se na dráhu…; Robert Chvost; Čeho se bojíte?; Evropské studio Servil; Pozdní příchod poslance; S mikrofonem za kopanou; Právní zástupce tohoto pořadu; Alles Gute: Sag deine Adresse! |
| 4            | 4         | 4. díl               | Petr Čtvrtníček, Igor Chaun, Václav Křístek, Milan Šteindler                                                 | 31. července 1993 | Nejvíce prý zapáchal jičínský; Rokovanie NRSR; Pan Vondra s přáteli dopil; Teď souložím s Vapem; Ten lux za to nemůže; Jak dlouho se pan premiér zdrží?; Oko generála Sedláka; Plyn; Prezident vs. Liga za ochranu ptáků; Umělec Kočárník, Robertek Záruba; Anabolické steroidy; Maratonský běh s Oldou; Alles Gute: Die Besichtigung |
| 5            | 5         | 5. díl               | Ján Sebechlebský, Milan Šteindler, Petr Čtvrtníček                                                           | 28. srpna 1993    | Nová dominanta Prahy; Nový Favorit; Czech made; Rekonstrukce jednoho ze zločinů 50. let; Podnětný rozhovor s 3. náměstkem guvernéra ČNB; Helena opět nakupovala; Vekorysá budova panevropské banky; Nový ředitel Pentagonu; Tráva; Aféra kožený Wališ; A nyní trochu hudby; Děkovný dopis Vasiľa Biľaka; Okamžiky z atletiky; Setkání Madonny s Kalvodou; Alles Gute: Strýc Karel nemůže usnout |
| 6            | 6         | 6. díl – Silvestr 93 | Jan Hřebejk, Milan Šteindler, Igor Chaun, Václav Křístek, Tereza Kopáčová, Jan Sebechlebský, Petr Čtvrtníček | 31. prosince 1993 | Nejvíce prý zapáchal jičínský; Ransdorf; Z domova; Magda – jak se vám líbí?; Premiér Kraus; Dr. Sládek má AIDS; Glass Echt; Lékař šmátrá, radí, informuje; Zcela nový, naprosto nový MečJar; 30 mil. Rumlů; Cicciolina zvažuje vstup do ODS; Převor Pytel; Oko generála Sedláka; Mytí dveří; Alles Gute: Sag deine Adresse!; Rekonstrukce jednoho ze zločinů 50. let; Zpověď hrůzného hříšníka; Nedělní vrána; Havlová – faux pas; Karel opakovaně kryl; DeGen Aleš; Ortman žaluje; Jak dlouho se pan premiér zdrží?; Převor Pytel; Protože je špína zažraná!; Hamburger SV; Trénink morálně-volních vlastností; Maratonský běh s Oldou; Pan Vondra s přáteli dopil; Je to peklo; Skupinka excelentních Romů; Klub aktivního stáří; Viděl jste někdy duši?; Převor Pytel; Helena opět nakupovala; Alles Gute: Die Entschuldigung; Předtočený záznam projevu prezidenta republiky; Omluva dr. Sládkovi |

### Druhá řada (1994)
| Č. v seriálu | Č. v řadě | Díl                  | Režie                                                                                                | Premiéra          | Obsah epizody |
| ------------ | --------- | -------------------- | --- | ----------------- | --- |
| 7            | 1         | 1. díl               | Jan Hřebejk, Milan Šteindler                                                                         | 4. února 1994     | Poláci by raději jedli; Jugoslávská optika; Investiční fondy Sudety a Německo; Věci blízké mému srdci; Pindík na E55; Meditační hudba pro sadomasochisty; Past na lidi; Eufrat a Tigrid; Pěší zóna; Státní návštěva pana V.K.; K. Čáslavský vzat do vazby; Zemětřesení na kalifornském pobřeží; Svět podle Klepla: Případ Michael Jackson; Vložky; Kvok; Somr šlápl na Kemra; Slovník českých výtvarných umělců; Let prvního tělesně postiženého kosmonauta do vesmíru; Alles Gute: E fünfundfünfzig |
| 8            | 2         | 2. díl               | Fero Fenič, Jan Hřebejk, Milan Šteindler, Petr Zelenka, Milan Šteindler, Petr Čtvrtníček, Igor Chaun | 14. března 1994   | Tak ať je to ta nejlepší soda v Čechách!; Ivan Lendl; Mužná objetí a slzy dojetí; Nekompromisní Audi; Transplantována Kindervejce; Skandál v bankovnictví; Pan Štěpán si nechal vyložit osud; Ve vinárně; Malý Čech; Prasata a hovada; Recept na polévku; Mareček je nejlepší kuchař; O mrtvých jen dobře; Svět podle Klepla: Případ Vladimir Žirinovskij; Jedno z mála míst, kde nemáme svoji pobočku; V@x po papuli; Socha Ludvíka Svobody; Poučení z krysového vývoje; Tetovací studio; Historie sexuálních pomůcek pro ženy; R. Šimůnkovi se nedařilo; Alles Gute: Der Eintopf                                                      |
| 9            | 3         | 3. díl               | Petr Čtvrtníček, Milan Šteindler, Petr Čtvrtníček, Milan Šteindler, Igor Chaun                       | 10. srpna 1994    | Připadá mi to celé jako nějaké absurdní drama; Vyloupení spermabanky; Špindlerův seznam; Árijec; Hanobení rasy; Chilská soda; Vyprostí se malý Aleš dřív, než lano přehoří?; Trefa do Černého; Švýcarští novináři; Policisté dávali bezdomovcům deku; Karel Štědrý; A chcete mě?; Ulice dlážděné kočičími hlavami; Transplantace husí kůže; Hlavně na chleba ho mažem; Tanky nad Bosnou; Tomáš Ježek vs. Mažňák; Přenosová práva z kulečníku; V době, kdy jsem měla o 10 kilo víc; Tomáš si myje jen půl hlavy; Čísla, která změní váš život; Odvolán Gondolán; Alles Gute: Jak odškodnit a zároveň uspořit; Jděte už do prdele, kurva! |
| 10           | 4         | 4. díl               | Petr Čtvrtníček, Milan Šteindler                                                                     | 18. července 1994 | Opalovací krém Jan Hus; Strašnické krematorium hlásí další odstávku; Zkušenej kamuflážník; Odškodnění; Němá bába; Pekaři požadují právo veka; Mirka – nejjemnější pokušení; Holotropní píchání; Krutá kamera: Pepíček; Nevíte? Tak to sorry; Jiřinin pekáč; Jauways; Kulatý stůl; Bylo nás pět; Stejně byly ňáký nachcípaný; Zkusili jste někdy něco takového?; Písnice open; Alles Gute: Český a německý jazyk mají mnoho společného |
| 11           | 5         | 5. díl               | Petr Čtvrtníček, Milan Šteindler                                                                     | 1. listopadu 1994 | Nejtepleji bylo v Oslu; Lidový léčitel Mirko Mirko; Ale babi, proč toho tolik kupuješ?; Zkušenosti a postřehy Ladislava Štaidla; Ty komunistická svině!; Pacienti narození ve znamení raka; Krutá kamera: Dědeček; Dobrý večer, tady Sova; Buzny; Vodní živel vyznavačům ohně dokonale vypálil rybník; Pojď stoupat jak dým; Přízraky Daniela Landy; Předvolební hymnus hnutí Együttélés; Alles Gute: Alle Rentner der Welt müssen Freunde bleiben |
| 12           | 6         | 6. díl – Silvestr 94 | Petr Čtvrtníček, Milan Šteindler                                                                     | 31. prosince 1994 | Aféra Vízner; Bílá a Kryl; Nemůžete lépe bydlet; Zkušenej kamuflážník; Zatýkání Miroslava Sládka; Jauways; Kulatý stůl; Bylo nás pět; Tomáš si myje jen půl hlavy; Tabu; Ivo Železný; Trefa do Černého; Mirka – nejjemnější pokušení; Alles Gute: Der Eintopf; Jděte už do prdele, kurva!; Buzny; Švýcarští novináři; Árijec; Vyloupení spermabanky; Škoda Henlein; Tomáš Ježek vs. Mažňák; Veselý drát; Mazda oslní; Pojď stoupat jak dým; Písnice open; Zárubovi; Zkusili jste někdy něco takového?; Alles Gute: Jak se musí Karl a Egon postarat se o svoji bezpečnost; Mates                                                        |

### Třetí řada (1995–1997)
| Č. v seriálu | Č. v řadě | Díl    | Režie                            | Premiéra           | Obsah epizody |
| ------------ | --------- | ------ | -------------------------------- | ------------------ | --- |
| 13           | 1         | 1. díl | Petr Čtvrtníček, Milan Šteindler | 8. července 1995   | Tento pořad vám přinesl Aleš; K. Sidon podniká křížové tažení proti nepořádkům v židovské obci; Už ti nestačí tvůj byt?; Přímý přenos z místa hrůzného činu; MenPos; Český svaz invalidních umělců; Mám rád vlaky, co někam jedou; Netopýr? To je takový malý ptáček; Jsme svědky dramatu jednoho mladého života; Rozhovor s panem Hansem Van Den Rijnem; Voní nádherně svěže; Alles Gute: Schöne Haube                                                       |
| 14           | 2         | 2. díl | Petr Čtvrtníček, Milan Šteindler | 18. listopadu 1995 | Michal to sleduje z úkrytu; Marta Chadimová propuštěna na gauči; Konečné řešení ženské otázky; Kuřátka; Modré přilby mají situaci v bosně plně pod kontrolou; Prevíti mizerný!; Anticharta 77; Kuřátka; Risk; Tajemství pleti herečky Lucie Zedníčkové; To se nedělá, Ivane; Kuřátka; Zpráva pro sázející; Das Kulturprogramm |
| 15           | 3         | 3. díl | Petr Čtvrtníček, Milan Šteindler | 6. července 1996   | Zajímaví hosté z Moravy; Aral; Samá voda; Je to pravda; Přihořívá, hoří; Parta hlubočanských profesionálů; Tohle není Jim Beam; Výlet do Pece pod Sněžkou; Je to jasné, nebo se tu mám i vykakat?; Vítám vás u naší soutěže; Alles Gute: Erna hat dreizehnten Geburtstag |
| 16           | 4         | 4. díl | Petr Čtvrtníček, Milan Šteindler | 6. srpna 1997      | Lehký mobilní holubník; Skandální materiály z rezidence prezidenta republiky; Ivo Mathé pozastavil uvedení muzikálu Vlasy; Už žádný drahý opravář; Pan Bašta prdí; Semišové kotníčkové boty; Účastník zahradní olympiády Béda Trávníček; Nejstarší registrovaný lihovar Jack Daniels; Eman; Francouzský prezident Bill Clinton; Comeback Mirka Černého; V Bitýšce začali zkoušet polskou krev; Alles Gute: Kurvensöhnchen (Kurvínek); Posaďte se, je to prima |

### Čtvrtá řada (1998–2000)
| Č. v seriálu | Č. v řadě | Díl                                                             | Režie                            | Premiéra          | Obsah epizody |
| ------------ | --------- | --------------------------------------------------------------- | -------------------------------- | ----------------- | --- |
| 17           | 1         | Čtvrtníček, Šteindler a Vávra uvádějí                           | Petr Čtvrtníček                  | 25. září 1998     | Lež, nenávist a vlastizrada V. Železného; Karol Sidon v kritickém stavu; Dášenka a Václavka; Pokoj s hajzlem; Ten vrchní je takovej divnej; Živím se svým kotlem; Všechny tyto děti byly pěkný smradi; Strašidlo kanibalismu obchází katolickou církev; Holila ses před třemi lety?; Maraton čtení z Ferlinghettiho textů; Pojďme se podívat na ovce; Úsměvy Petry Černocké; Václav Klaus má vilu ve Švýcarsku; Dokáže tohle váš kečup?; Hele, nemáš ňákej bombón?; Počasíčko se Zákopčaníkem; Vy Sudeťáci nejste žádní veteráni!; Alles Gute: Unerwartene Komplikation; S hezkou písničkou tvůrčí skupina Karla Boďáka                               |
| 18           | 2         | Čtvrtníček, Šteindler a Vávra heute                             | Petr Čtvrtníček, Milan Šteindler | 31. prosince 1998 | Přírodní funerální voda; Zeman a Kavan jsou ve( )při; Vladimír Špidla si to vůbec nedává do toho ucha; Kalendárium: Jan Šubert; Košer muzikál Ajajajajaj; SR provedla v Maďarsku pokusný atomový výbuch; Už je to dobré, už je tu Vladimír Špidla; Spolupráce s novináři; Když už jí říkáte nějakou tu malou lež…; Tradičtí setkání se zástupci pražských otužilců; Mattoni už není; Jak se žilo ve Švýcarsku; Baťa; Jakýsi Havel (bohatší než Baťa); Zpívánky s V. Bendou; Easy Killer; Počasíčko s Míkovou; I muži mají své dny; Železný stárne; …a buďte prosím tolerantní; Alles Gute: Die schreckliche Schande                                   |
| 19           | 3         | Čtvrtníček, Šteindler, Vávra a Laufer uvádějí                   | Petr Čtvrtníček, Milan Šteindler | 16. dubna 1999    | Leoš Zeman pohřešován; Já sem taková kráva…; Duben – měsíc bezpečnosti v silničním provozu; V pravé poledne s Grebeníčkem a Dostálem; Tvor – tajemství dobré chuti; Páteční žluté béčko; Poslední rozloučení s J. Foglarem; Ty kurvy mi zas vyply telefon, buzeranti; Návrat idiota; Cukrárna při porodnici v Podolí; Ahoj, já jsem Terry, nemáš ještě jednu?; Krátce ze sportu; Alles Gute: Tixi by kupovali Napalmex; Krátce ze zahraničí |
| 20           | 4         | Kudláček, Spielberg a Jan Vávra uvádějí                         | Petr Čtvrtníček, Milan Šteindler | 25. června 1999   | Z Hongkongu; Za chvíli jsme s vámi; Václav Klaus má blechy; Ferrero Košer; Chce se mně?; To je můj brácha; Katovna; Kdo má hlavu, spoří s Liškou; SOS Kosovo (Bobina Ulrichová: V srdci lásku mám); Byl jsi skvělej, píčo; Osada havranů; Alles Gute: Die neue praktische Katze, miau; Osada havranů 2 |
| 21           | 5         | Čtvrtníček, Šteindler a Vávra podvádějí                         | Petr Čtvrtníček, Milan Šteindler | 15. října 1999    | Uhl v Matiční; Jeďte do prdele; Klausovy seznamy homosexuálů (jsou ještě teplé); Odešel; Uwe Filter; Buben, na který se Calgon nepoužíval; Tak ať je na co koukat, Honzo; Mělo se to vysílat?; Železný zatčen za Riskuj na Kolotoči; Je nás tu 6 a všechny jsme nuly; Pravý ležák nespěchá; Mělo se to vysílat?; Život je skvělý; Čelisti; Práce herce s režisérem; Alles Gute: Ficken sie Deutsch? |
| 22           | 6         | Zwei Kessel Buntes                                              | Petr Čtvrtníček, Milan Šteindler | 31. prosince 1999 | Záběry ze sklepa prognostického ústavu ČSAD; Jmenuje se Vlasta, našli jsme se na internetu; Všechny tyto děti byly pěkný smradi; Vladimír Špidla si to vůbec nedává do toho ucha; Tvor – tajemství dobré chuti; Tak ať je na co koukat, Honzo; Lež, nenávist a vlastizrada V. Železného; Já sem taková kráva…; I muži mají své dny; Duben – měsíc bezpečnosti v silničním provozu; V pravé poledne s Grebeníčkem a Dostálem; Pravý ležák nespěchá; Spolupráce s novináři; Tixi by kupovali Napalmex; Mattoni už není; Návrat idiota; Zpívánky s V. Bendou; Život je skvělý; Osada havranů; Alles Gute: Hezký příklad Šlesvicko-Holštýnské improvizace |
| 23           | 7         | Čtvrtníček, Šteindler a Vávra                                   | Petr Čtvrtníček, Milan Šteindler | 17. března 2000   | Hrozící stávka slepců; Jošua Černý; Špatně dýchající děti; Plyn už syčí z trouby ven; Lucie Bílá úplně nahá; Věra Bílá úplně nahá; Kdy jste se naposledy cítili, že vám rozumí?; Chmelíček; Klasika, která pohladí; Bohouš Klepetko; Už jsi ve vaně?; Alles Gute: Jódl šou |
| 24           | 8         | Čtvrtníček, Šteindler a Vávra uvádějí svůj nekřesťanský magazín | Petr Čtvrtníček, Milan Šteindler | 31. prosince 2000 | Naši moderátoři si zkrátka umějí počkat; Honza Rusák; Budeme si tykat; Václav Klaus navostro; Vidíme byznys za vším; Zeman poslal své dementy do ústavu; Akční hrdina; Aby nás to kolo nějak nesemlelo; Nevyjasněná narození; Hapka & Horáček; Lidé na Rokycansku honí ptáka… zraněného čápa; Když máme chuť, jdeme na pivo; Je na čase zatelefonovat Iljovi Hurníkovi; Alles Gute: Der Koffer |